# Congressional Union for Woman Suffrage

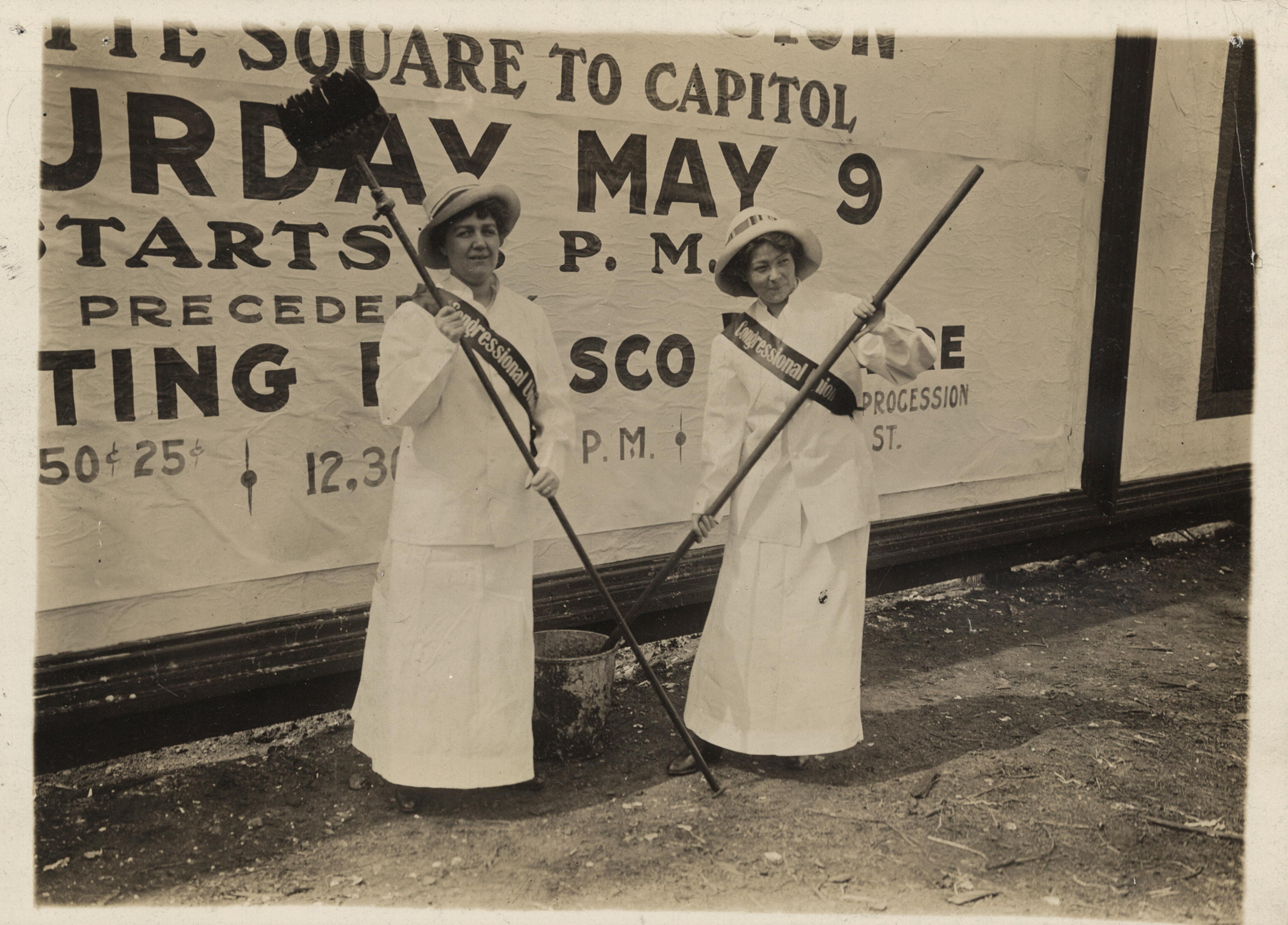
Membri del CUWS in possesso di pennelli di fronte a un grande cartellone, 1914

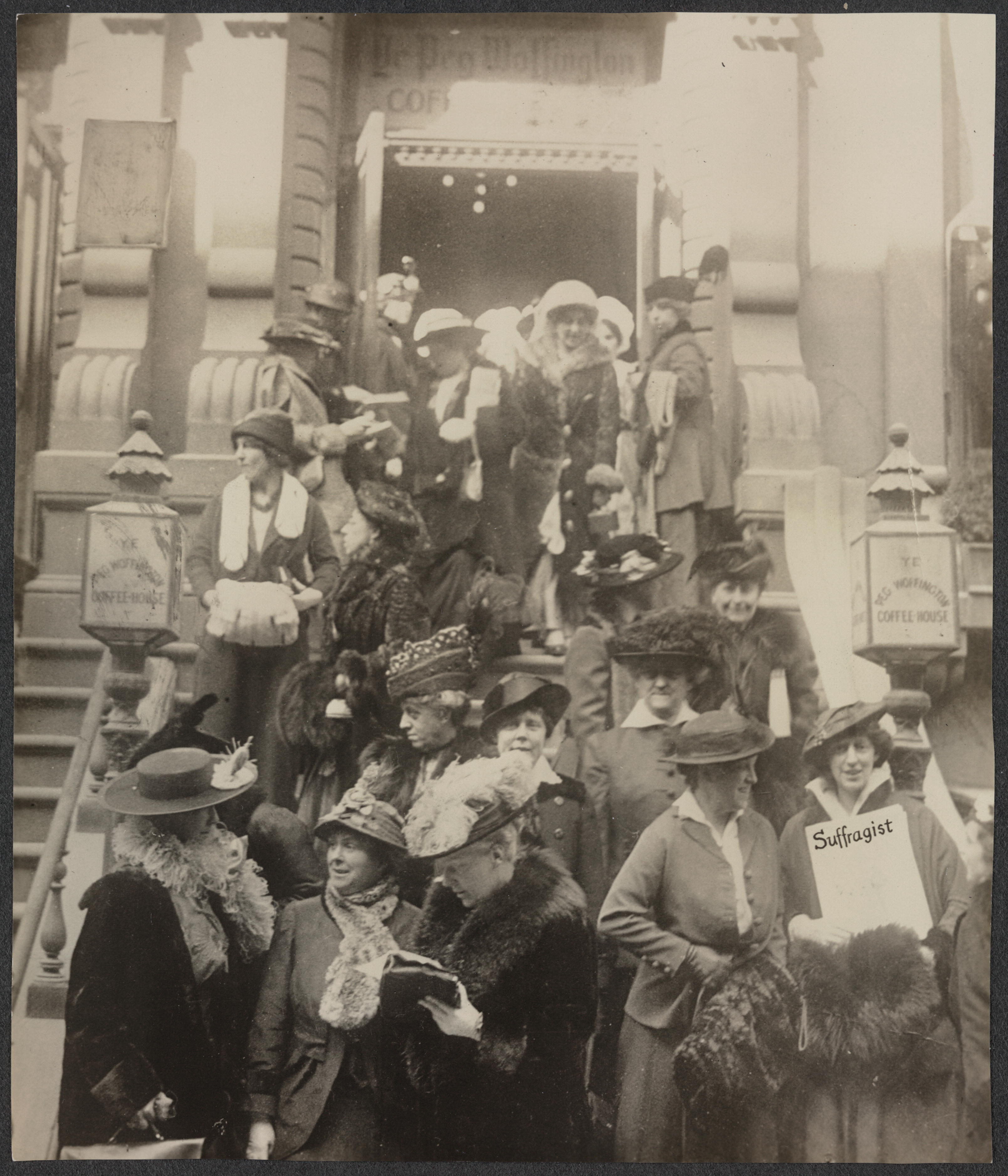
Riunione alla Coffee House, New York, 1915

La Congressional Union for Woman Suffrage era un'organizzazione americana formata nel 1913 guidata da Alice Paul e Lucy Burns per fare una campagna per un emendamento costituzionale che garantisse il suffragio femminile. Fu ispirato dal movimento delle suffragette del Regno Unito, a cui Paul e Burns avevano preso parte. Le loro continue campagne attirarono l'attenzione di parte dei membri del Congresso e nel 1914 ebbero successo nel forzare completamente l'emendamento per la prima volta in decenni.

## Storia iniziale
Alice Paul creò l'Unione del Congresso (CU) dopo essersi unita alla National American Woman Suffrage Association (NAWSA) e aver ottenuto la leadership del suo comitato congressuale. Il CU fu avviato per assistere il comitato congressuale della NAWSA e i suoi funzionari facevano parte di quel comitato. Il CU condivideva lo stesso obiettivo con il NAWSA, per ottenere un emendamento alla Costituzione degli Stati Uniti dando a tutte le donne il diritto di voto. All'inizio il CU lavorò all'interno del NAWSA per rafforzare il declino del Comitato Congressuale. Nel marzo del 1913, dopo essersi reso conto della quantità di lavoro da svolgere, il CU divenne responsabile delle proprie operazioni e finanziamenti, ma rimase ancora affiliato al NAWSA. Nell'autunno del 1913 Carrie Chapman Catt del NAWSA accusò il CU di insubordinazione e irregolarità finanziarie, accuse che in seguito ritirò. Le strategie delle due organizzazioni erano in conflitto e la leadership del NAWSA si sentiva minacciata. Nel dicembre 1913 la National American Woman Suffrage Association selezionò un nuovo comitato congressuale e tagliò formalmente i legami con l'Unione del Congresso.

## Iniziativa
La Congressional Union for Woman Suffrage feced appello alle giovani donne con un nuovo approccio nella lotta per il suffragio femminile, ispirato alle suffragette britanniche. Alice Paul credeva che le donne non dovessero chiedere quelli che erano i loro diritti. La Paul introdusse alcuni dei metodi militanti usati dalla Women's Social and Political Union (Unione Sociale e Politica delle Donne) in Gran Bretagna nel CU e ai suoi membri. Questi includevano azioni dirette, con l'organizzazione di enormi dimostrazioni e il picchettamento giornaliero della Casa Bianca. Il CU aveva 4.500 membri e aveva raccolto oltre $50.000 in fondi entro il 1914. Nel tempo gli sforzi di centinaia di membri portarono al loro arresto e talvolta alla prigionia.

## L'organizzazione
Il quartier generale dell'Unione del Congresso si trovava su F Street a Washington, vicino al Willard Hotel in un ufficio altamente visibile che pagavano per loro stesse.  Iniziarono le "scuole di suffragio" delle donne per diffondere la consapevolezza della loro causa e tenevano più incontri ogni giorno. Il CU non è mai stato organizzato da stati o distretti, ma c'erano diversi rami dell'organizzazione in diversi stati. Il quartier generale di Washington era fondamentale per il loro lavoro, ma erano anche un'organizzazione mobile. Il CU pubblicava un giornale chiamato The Suffragist, con articoli di importanti membri tra cui Alice Paul, Lucy Burns e Inez Milholland. Il giornale utilizzava Nina Allender come fumettista principale e veniva pubblicato anche come cartoni animati da artisti come Cornelia Barns, Boardman Robinson e Marietta Andrews.

## La campagna politica
L'Unione del Congresso fece un'attiva campagna per un emendamento costituzionale che garantisse il suffragio universale. Seguendo i metodi utilizzati dalle suffragette in Gran Bretagna, il CU incolpò in pieno il partito di maggioranza per non aver fatto avanzare l'Emendamento del Suffragio Federale. Il partito di maggioranza all'epoca era il partito democratico e il democratico Woodrow Wilson era il presidente. I membri viaggiaono a ovest e fecero una campagna contro i democratici nella speranza di impedire la loro rielezione. Fecero persino una campagna contro i democratici che avevano approvato il suffragio femminile, nonostante le critiche della National American Woman Suffrage Association. Viaggiarono attraverso l'Occidente in treno mentre utilizzavano una serie di tattiche per aumentare la loro visibilità e i loro discorsi a singhiozzo attirarono l'attenzione dei giornalisti. La loro campagna portò alla sconfitta di 20 democratici che avevano sostenuto il suffragio, con grande sgomento del NAWSA.

## National Woman's Party
L'Unione del Congresso creò il National Woman's Party in una riunione di Chicago nel 1916. Il partito includeva membri dell'Unione del Congresso, e Alice Paul era responsabile. Un comitato per la campagna fu formato all'interno del partito con Anne Martin che fu la presidente. Nel 1917 le due organizzazioni si unirono ufficialmente col nome di National Woman's Party (NWP) e fu eletta Alice Paul come presidente. Dopo la ratifica del XIX emendamento, il National Woman's Party lanciò un Lunga campagna per garantire il passaggio dell'emendamento Equal Rights Amendment.

## Congresso dell'Unione sull'Emendamento per la Parità dei Diritti
Nel 1981 un gruppo di donne tra cui Mary Ann Beall e l'importante femminista Sonia Johnson formò un'organizzazione che chiamarono Union Congressional a New York City per continuare a lottare per l'ERA. Le donne venivano ispirate dai suffragisti come notò la Johnson nel suo libro, Going Out of Our Minds: The Metaphysics of Liberation, "....ci siamo chiamati l'unione congressuale, prendendo il nome e la filosofia dal gruppo di suffragio femminile creato nel 1914 da Alice Paul e Lucy Burns..." Alla fine di giugno nel 1982, l'Unione Congressuale organizzò un "rituale di lutto" e una "celebrazione della rinascita" per ERA presso gli Archivi nazionali.
Questa organizzazione successivamente si divise e un gruppo di donne tra cui la Johnson formò una nuova organizzazione femminista nota come A Group of Women.

## Membri importanti
- Mary Hunter Austin
- Mary Ritter Beard
- Olympia Brown
- Lucy Burns
- Dorothy Day[7]
- Crystal Eastman[2]
- Caroline Katzenstein
- Helen Keller
- Belle Case La Follette
- Dora Lewis
- Sophie G. Meredith[12]
- Maria Montessori
- Mary Hutcheson Page
- Alice Paul
- Caroline Spencer
- Doris Stevens
- Mabel Vernon
- Evelyn Wotherspoon Wainwright[13]

## Galleria d'immagini

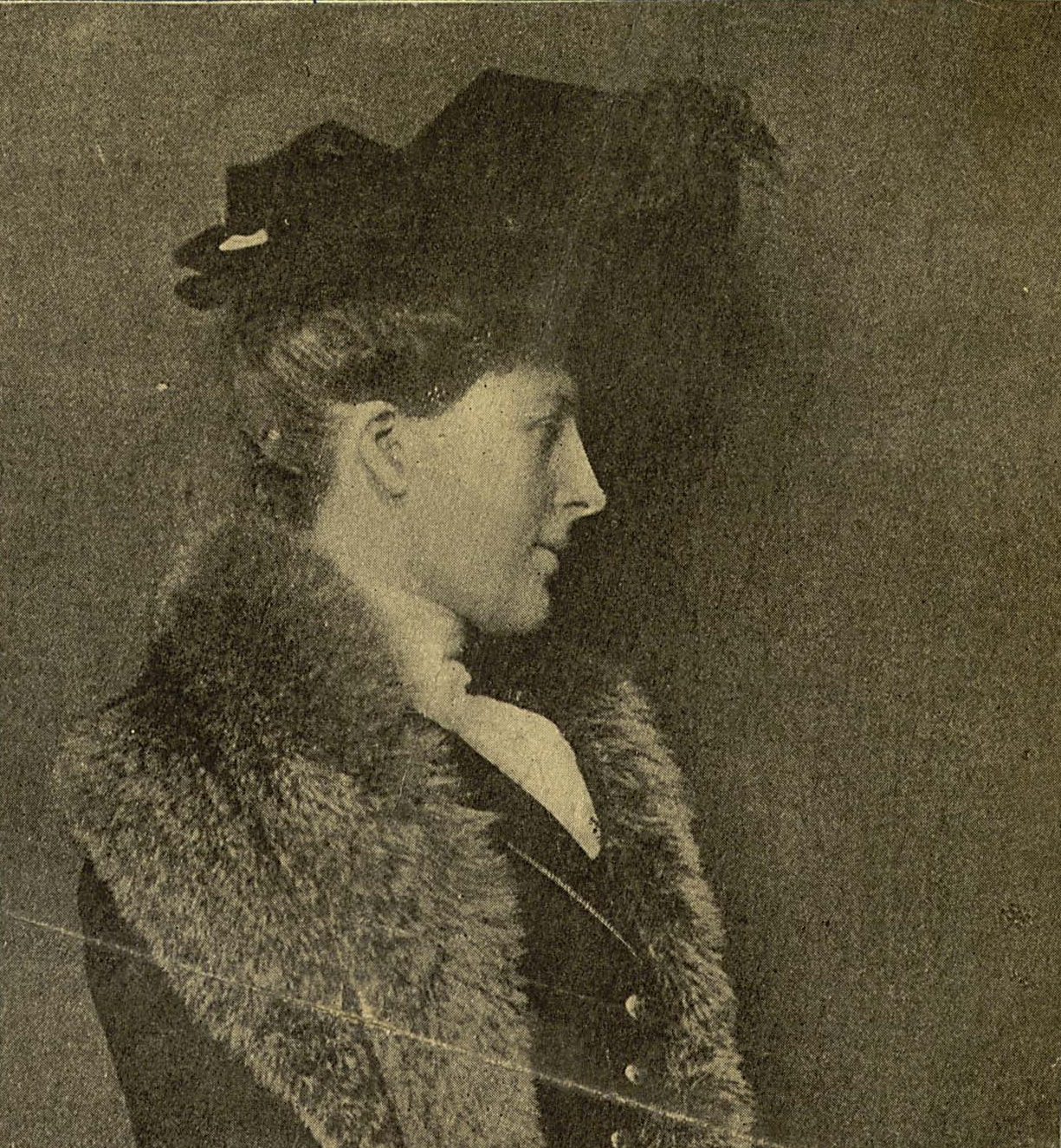
Alice Duer Miller vestita elegantemente con una pelliccia e un cappello nero.
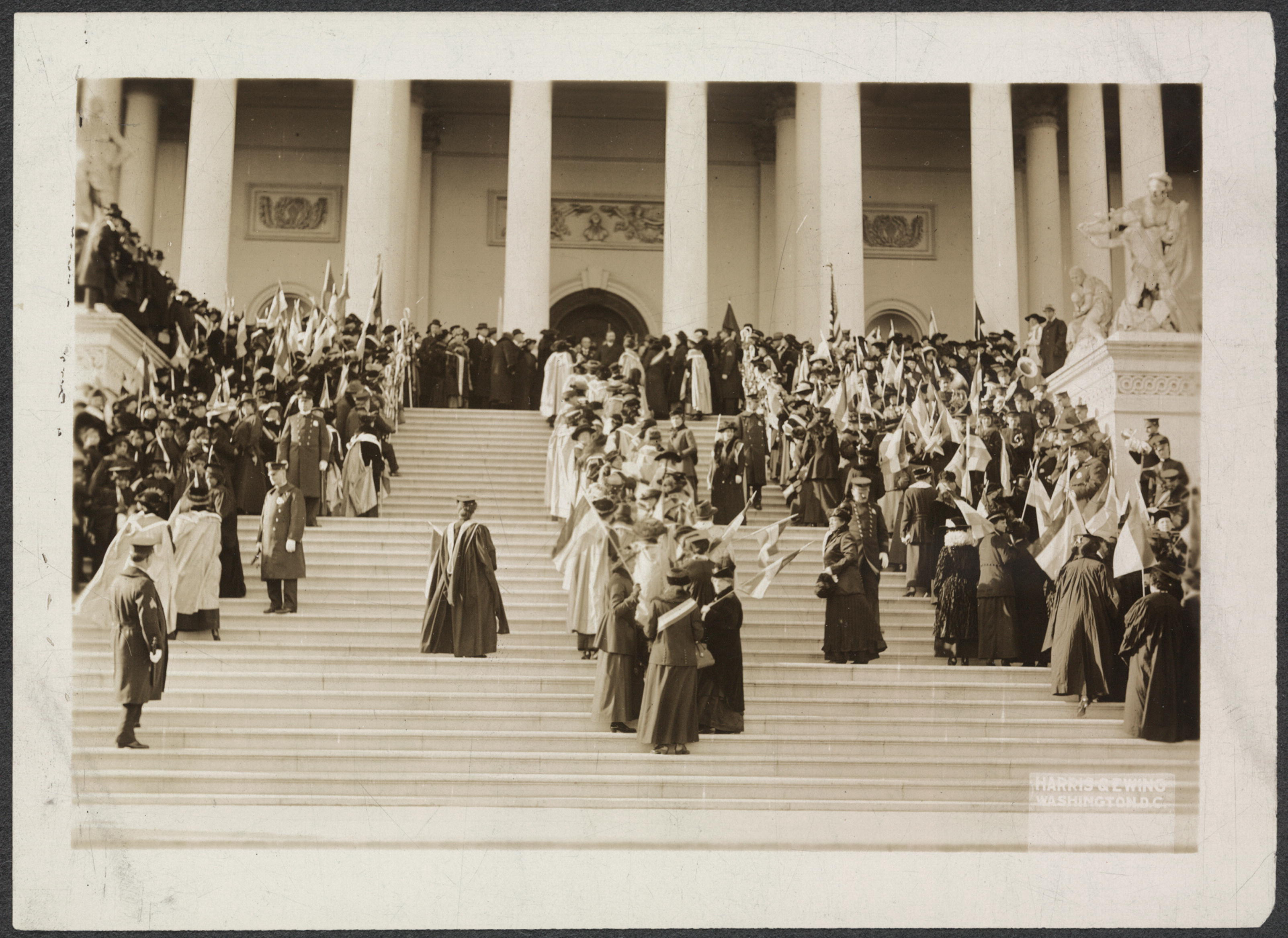
Arrivo inviati da San Francisco. Sfilata per arrivare al Campidoglio.
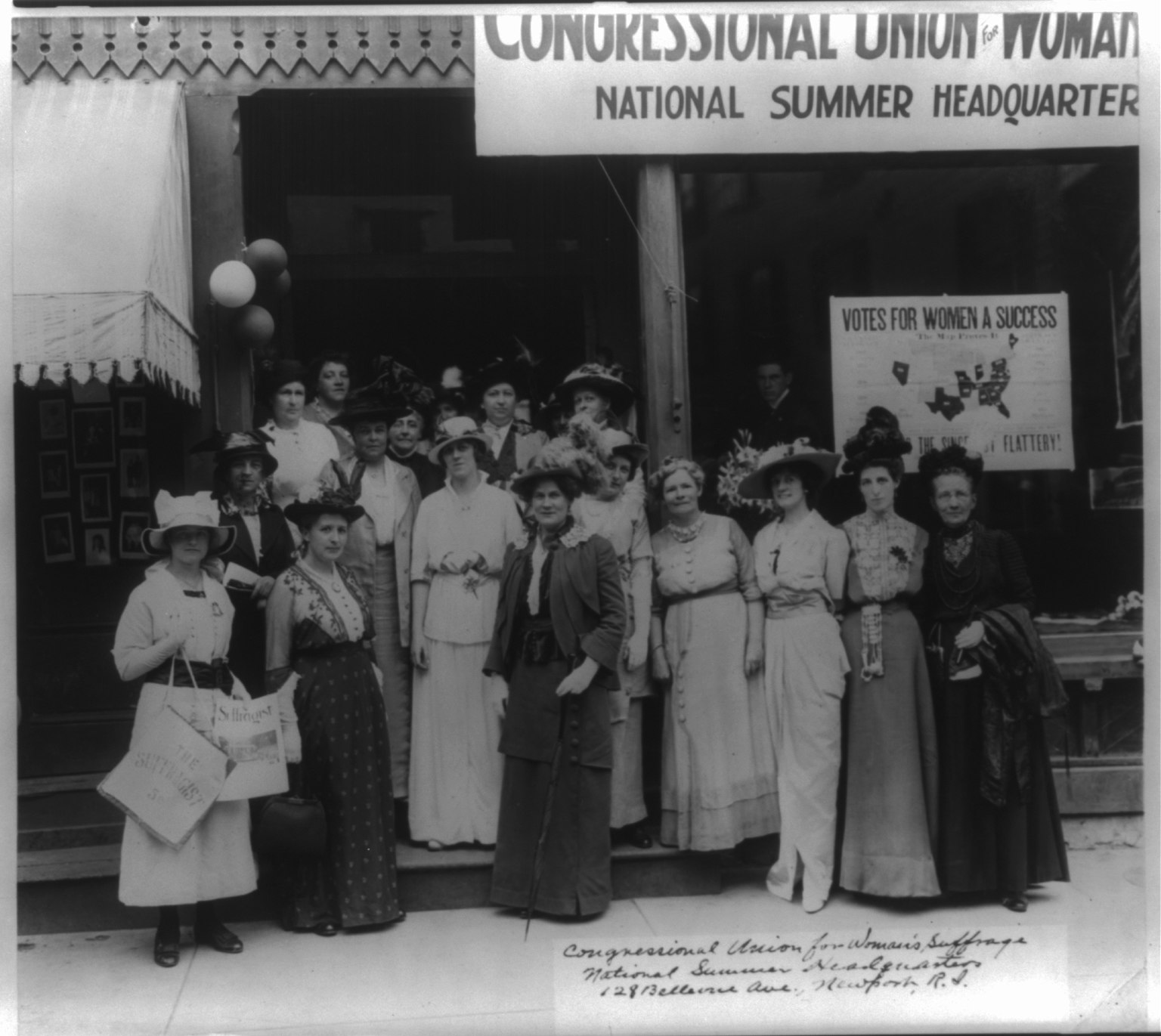
Unione congressuale per il suffragio femminile, quartier generale estivo nazionale
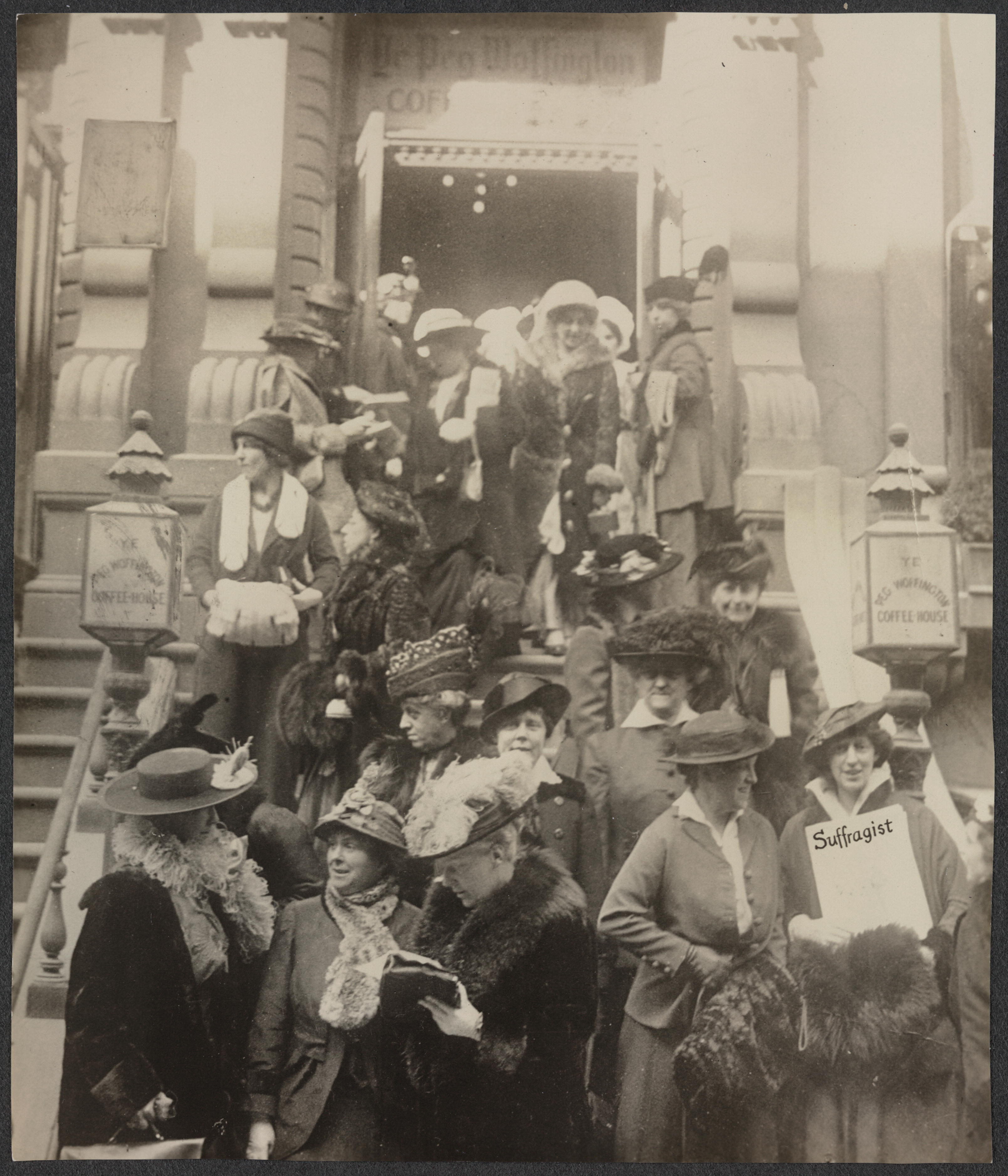
Riunione alla Coffee House, New York
Miss Margery Ross, Pennsylvania, una delle organizzatrici del Congresso dell'Unione per il Suffragio delle Donne.
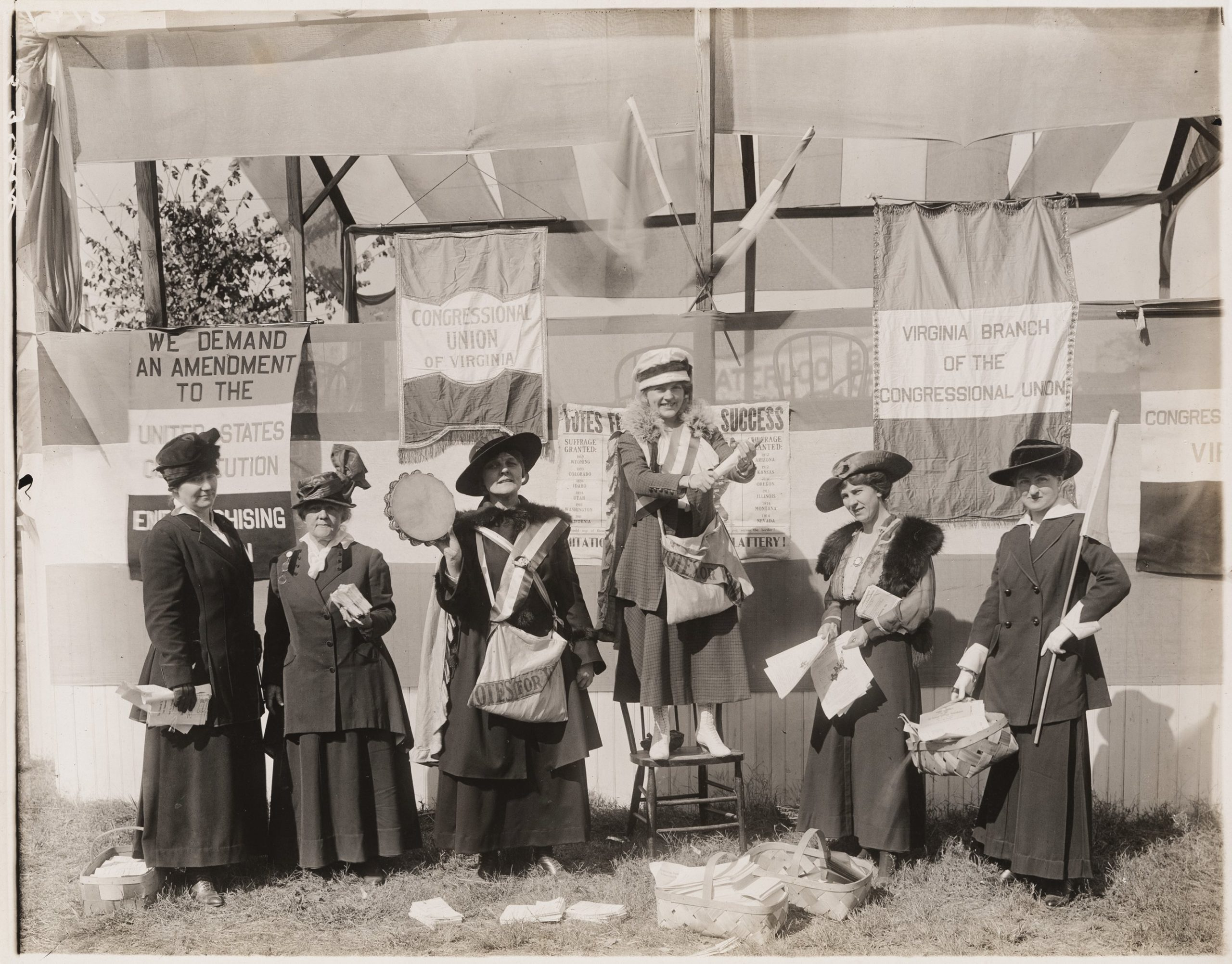
Congresso in Virginia dello stand dell'Unione presso il Virginia State Fair nel 1916